# Grande-Bretagne aux Jeux paralympiques d'été de 2024
La Grande-Bretagne participe aux Jeux paralympiques d'été de 2024 à Paris. C'est sa dix-septième participation aux jeux depuis 1960.
Lucy Shuker (Tennis) et Terry Bywater (Basketball) seront les porte-drapeaux de la Grande-Bretagne lors de la cérémonie d'ouverture le 28 août 2024.

## Délégation
La délégation britannique est composée de 215 athlètes.
Voici la liste des qualifiés et sélectionnés britanniques par sport :
| Sport           | Femmes | Hommes | Total |
| --------------- | ------ | ------ | ----- |
| Athlétisme      | 17     | 16     | 33    |
| Aviron          | 5      | 5      | 10    |
| Badminton       | 3      | 1      | 4     |
| Basket-ball     | 12     | 12     | 24    |
| Boccia          | 6      | 5      | 11    |
| Canoë-kayak     | 4      | 5      | 9     |
| Cyclisme        | 13     | 10     | 23    |
| Escrime         | 3      | 1      | 4     |
| Équitation      | 0      | 4      | 4     |
| Haltérophilie   | 3      | 4      | 7     |
| Judo            | 3      | 0      | 3     |
| Natation        | 9      | 18     | 27    |
| Rugby           | 12     | 0      | 12    |
| Taekwondo       | 1      | 2      | 3     |
| Tennis          | 6      | 2      | 8     |
| Tennis de table | 8      | 3      | 11    |
| Tir             | 3      | 1      | 4     |
| Tir à l'arc     | 1      | 3      | 4     |
| Triathlon       | 7      | 7      | 14    |
| Total           | 116    | 99     | 215   |

Veuillez noter que les guides en athlétisme et en triathlon, les opérateurs de rampe et les assistants sportifs en boccia et les pilotes en cyclisme sont comptés comme athlètes aux Jeux paralympiques.

## Bilan général

### Bilan par sport
| Place | Sport              | Médaille d'or, Jeux paralympiques | Médaille d'argent, Jeux paralympiques | Médaille de bronze, Jeux paralympiques | Total | Rang pays |
| ----- | ------------------ | --------------------------------- | ------------------------------------- | -------------------------------------- | ----- | --------- |
|       | Athlétisme         | 0                                 | 0                                     | 0                                      | 1     | e         |
|       | Badminton          | 0                                 | 0                                     | 0                                      | 0     | e         |
|       | Boccia             | 0                                 | 0                                     | 0                                      | 0     | e         |
|       | Cyclisme sur route | 0                                 | 0                                     | 0                                      | 0     | e         |
|       | Cyclisme sur piste | 0                                 | 1                                     | 0                                      | 1     | e         |
|       | Équitation         | 0                                 | 0                                     | 0                                      | 0     | e         |
|       | Natation           | 4                                 | 2                                     | 0                                      | 6     | e         |
|       | Tennis             | 0                                 | 0                                     | 0                                      | 0     | e         |
|       | Tennis de table    | 0                                 | 0                                     | 0                                      | 0     | e         |
|       | Tir à l'arc        | 0                                 | 0                                     | 0                                      | 0     | e         |
|       | Triathlon          | 0                                 | 0                                     | 0                                      | 0     | e         |
| Total | Total              | 1                                 | 1                                     | 0                                      | 2     | e         |

### Bilan par jour de compétition
| Jour        | Médaille d'or, Jeux paralympiques | Médaille d'argent, Jeux paralympiques | Médaille de bronze, Jeux paralympiques | Total |
| ----------- | --------------------------------- | ------------------------------------- | -------------------------------------- | ----- |
| 29 août     | 2                                 | 3                                     | 1                                      | 6     |
| 30 août     | 4                                 | 3                                     | 2                                      | 9     |
| 31 août     | 0                                 | 0                                     | 0                                      | 0     |
| 1 septembre | 0                                 | 0                                     | 0                                      | 0     |
| 2 septembre | 0                                 | 0                                     | 0                                      | 0     |
| 3 septembre | 0                                 | 0                                     | 0                                      | 0     |
| 4 septembre | 0                                 | 0                                     | 0                                      | 0     |
| 5 septembre | 0                                 | 0                                     | 0                                      | 0     |
| 6 septembre | 0                                 | 0                                     | 0                                      | 0     |
| 7 septembre | 0                                 | 0                                     | 0                                      | 0     |
| 8 septembre | 0                                 | 0                                     | 0                                      | 0     |
| Total       | 6                                 | 6                                     | 3                                      | 15    |

### Bilan par sexe
| Sexe   | Médaille d'or, Jeux paralympiques | Médaille d'argent, Jeux paralympiques | Médaille de bronze, Jeux paralympiques | Total |
| ------ | --------------------------------- | ------------------------------------- | -------------------------------------- | ----- |
| Hommes | 1                                 | 4                                     | 1                                      | 6     |
| Femmes | 5                                 | 2                                     | 2                                      | 9     |
| Mixte  | 0                                 | 0                                     | 0                                      | 0     |
| Total  | 1                                 | 1                                     | 0                                      | 2     |

### Multi-médaillés
| Athlète | Sport(s) | Médaille d'or, Jeux paralympiques | Médaille d'argent, Jeux paralympiques | Médaille de bronze, Jeux paralympiques | Total |
| ------- | -------- | --------------------------------- | ------------------------------------- | -------------------------------------- | ----- |